# Ezra Ukrainčik
Ezra Ukrainčik (Beč, 1904. – Zagreb, 1968.), hrvatski ekonomist, židovske nacionalnosti, putopisac, cionistički dragovoljac, poliglot, živio i radio u Daruvaru, Osijeku i Zagrebu

## Životopis
Rođen u Beču od oca Jakoba, zlatara i draguljara podrijetlom iz Ukrajine i majke Lujze, djevojački Gross, iz Hrvatske, iz Daruvara, kćeri daruvarskog rabina Izaka. Imao brata i dvije sestre. Kao dijete živio kod ujaka u Daruvaru. Poslije preselio u Osijek kod sestre, gdje je završio nižu gimnaziju i trgovačku akademiju. Upoznao se s daruvarskim prilikama i to je zabilježio. Iskazao književne ambicije. Od 1921. do 1924. boravio je u Palestini. Bio je cionistički dragovoljac. Ondje je radio teške tjelesne poslove gradeći Izrael. Iskustvo je zapisao i objavio memoarsko-putopisnu knjigu na hrvatskome jeziku 1934. u izdanju zagrebačkog Jevrejskog lista Erec Izrael (1921 - 1924), u kojoj je kniževno i dokumentarno upoznao hrvatsku javnost s dramatičnim nastojanjem Židova da u pradomovini stvore svoju novu državu (Erec Izrael).